# Rita Schober
Rita Schober (13. června 1918, Rumburk, Rakousko-Uhersko – 26. prosince 2012, Berlín-Pankow, Německo) byla německá romanistka a literární vědkyně.

## Biografie
Rita Schober studovala italštinu a francouzštinu na Německé univerzitě v Praze. V březnu 1945 zde promovala u Erharda Preißiga jazykovědnou prací o sufixu –age. Od roku 1946 do roku 1951 studovala v Halle, jejím školitelem byl slavný romanista a spisovatel Victor Klemperer. V roce 1951 se stala Klempererovou asistentkou v Berlíně. Habilitovala v roce 1954 s prací věnovanou Émilu Zolovi Theorie des naturalistischen Romans und das Problem des Realismus. Od roku 1957 vyučovala jako profesorka romanistiky na Humboldtově univerzitě v Berlíně. V letech 1969-1975 byla děkankou fakulty společenských věd. Rita Schober byla členkou Německé akademie věd v Berlíně a exekutivní rady UNESCO. Od roku 1975 předsedala Národnímu komitétu pro literární vědu Akademie věd NDR a byla také členkou prezídia PEN-centra v NDR. V roce 1978 byla emeritována, učila však až do roku 1989. V letech 1952 až 1976 vypracovala a vydala nový německý překlad Zolova románového cyklu Rougon-Macquartů. V roce 1988 obdržela čestný doktorát Humboldtovy univerzity, byla rovněž zakládající členkou Leibniz-Sozietät. Rita Schober zemřela 26. prosince 2012 v Berlíně-Pankowě.

## Dílo
- Skizzen zur Literaturtheorie. Berlin 1956
- Im Banne der Sprache. Strukturalismus in der Nouvelle Critique, speziell bei Roland Barthes. Halle a. S. 1968
- Von der wirklichen Welt in der Dichtung. Aufsätze zu Theorie und Praxis des Realismus in der französischen Literatur. Berlin 1970
- Abbild, Sinnbild, Wertung. Aufsätze zur Theorie und Praxis literarischer Kommunikation. Berlin 1982, 2. Aufl. 1988
- Zola und der französische Impressionismus. Nachwort zu Band 20 "Das Werk" des Rougon-Marquart-Zyklus. Rütten & Loening, Berlin 1966 (1983)
- Louis Aragon. Von der Suche der Dichtung nach Erkenntnis der Welt. Berlin 1985
- Vom Sinn oder Unsinn der Literaturwissenschaft. Essays. Halle (Saale) 1988
- 100 Jahre Rougon-Macquart im Wandel der Rezeptionsgeschichte (zus. mit Winfried Engler), Gunther Narr, Tübingen 1995
- Auf dem Prüfstand : Zola - Houellebecq – Klemperer. Berlin 2003